# Кейс, Дикки
Рой Джордж Артур 'Дики' Кейс (7 июня 1910, Тувумба, Квинсленд — 1980) — австралийский спидвей-гонщик, занявший шестое место в чемпионате мира по спидвею 1936 года, первом в истории финале.

## Карьера
Прежде чем заняться спидвеем, Кейс работал в квинслендской железнодорожной компании. Впервые он приехал в Великобританию в 1930 году и присоединился к команде «Уимблдон Донс». В 1932 году он занял третье место в чемпионате «en:Star Riders' Championship», предшественнике чемпионата мира по спидвею, а также представлял Австралию в нескольких тестовых матчах. В 1931 году он отправился в Германию вместе с Максом Гросскройтцем, чтобы популяризировать там спидвей, но эта идея встретила противодействие правительства. Вместе с Билли Ламонтом Кейс был непобежденным гонщиком на протяжении всей серии тестов 1932 года против Англии. В 1933 г. он присоединился к команде «Ковентри», в 1934 г. — к команде «Леа Бридж», а когда они распались в середине сезона, перешел в команду «Уолтемстоу Вулвз» и остался с ней, когда в начале сезона 1935 г. её перевели на стадион «Хакни Вик» и она стала «Хакни Вик Вулвз». Он был капитаном «Вулвз» и лучшим бомбардиром в 1935 г. и повторил этот результат в 1936 г., а также участвовал в финале первого чемпионата мира по спидвею на «Уэмбли».
В 1937 году Кейс уступил первое место в команде «Хакни» Корди Милну и объявил, что уходит из спорта. Однако в 1938 году Кейс перешел в команду «Уэмбли Лайонз», но провел неудачный сезон из-за травм и фактически ушел из спорта.
В 1938 году «Волки» опустились в более низкий дивизион, и после травмы капитана Фрэнка Ходжсона в сезоне 1939 года они объявили, что Кейс вернется в команду, чтобы заменить травмированного капитана. Однако после падения во время первого заезда, в результате которого он получил травму и был вынужден сняться с соревнований, хотя и завершил второй заезд, он окончательно ушел из спидвея.

## Мировые выступления
- Чемпионат мира по спидвею 1936[англ.] —  Лондон, Стадион Уэмбли — 6 место, 17 очков.

## Тренировочная школа
Находясь в Хакни, Кейс открыл школу в Рай-Хаус, работавшую под названием «Хакни Мотор Клаб». Школа действовала до 1938 года, когда Рай Хаус вступила в лигу «Sunday Dirt-track».
Во время Второй мировой войны большинство спидвейных гонок прекратилось, но Рай Хаус успел организовать несколько. В 1940 году «Dick Case’s Speedway» провела шесть встреч, а в 1942 году — ещё четырнадцать.
После окончания войны Кейс продолжал управлять тренировочной школой в Rye House. Он также владел местным пабом, который находился по соседству с ипподромом.

## Сигаретные карточки
Кейс представлен на карточке № 5 в коллекции из 50 сигаретных карточек игроков 1930 года.